# Паисий Бартенев
Архимандрит Паисий (в миру Павел Бартенев) — архимандрит, игумен нескольких православных монастырей Русской церкви.
О его мирской жизни сведений практически не сохранилось, известно лишь, что Павел Бартенев родился в XVIII веке и происходил из шляхтичей. 
В 1711 году Бартенев принял монашеский постриг с именем Паисий и вскоре был возведен в игумены Нило-Столобенской пустыни, но пробыв там пять лет, был переведен по его собственной просьбе в Волоколамский Иосиф монастырь. 

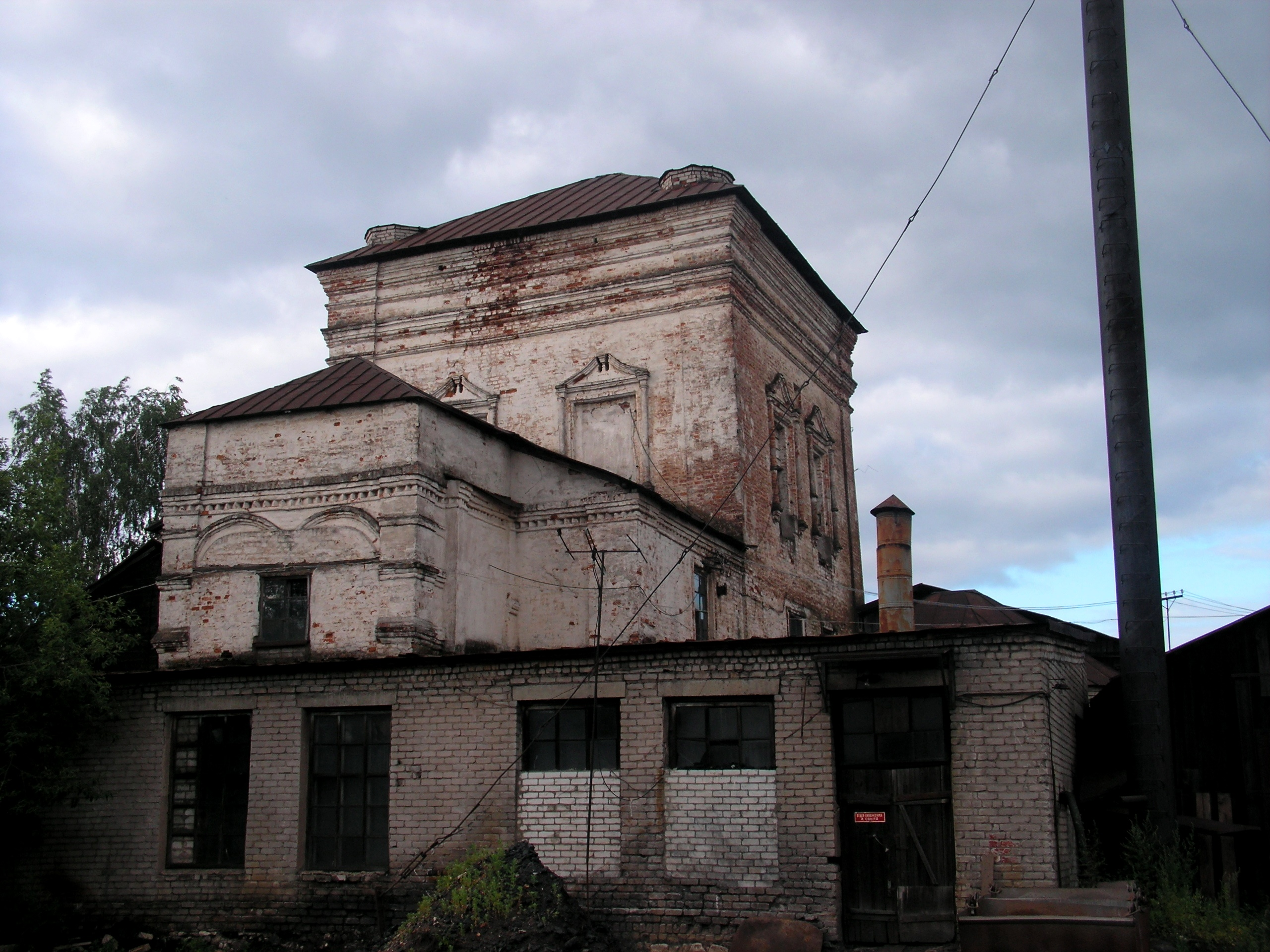
Небин монастырь

Возведенный затем в 1727 году в архимандриты Троицкого Небина монастыря в городе Торопец, он через полгода отпросился в Новоспаский монастырь, откуда переведен был по определению Священного Синода опять игуменом в Троицкий Селижаров монастырь (1730) и, наконец, уволен по прошению снова в Нилову пустынь. 
По наведенной о нем справке, Священный Синод определил: «беспокойного, переходившего из одной обители в другую и оклеветавшего перед Императрицей чрез продерзостного епскопа Аарона Синод, будто бы в оном состоялось определение о расстрижении всех тех монахов, которые пострижены после Регламента, — лишить: иеромонашества и монашества и послать в Иркутскую епархию бельцом под именем Павла Бартенева в бельческом платье, а когда он в Иркутск явится, то Иркутский преосвященный снова должен возвратить ему монашество и священство, если только он, Бартенев, не дерзнет ранее, по дороге, обнаруживать ни словом, ни делом, своего звания; в сем же последнем случае лишение сана и монашества его признать безвозвратным и притом жестоко наказать, яко презрителя Высокомонаршей воли». Однако в 1737 году епископ Иркутской епархии Иннокентий сообщил, что Паисий Бартенев так к нему и не явился.